# Krasnyj Bor (rejon tośnieński)
Krasnyj Bor (ros. Крaсный Бор) – osiedle typu miejskiego w Rosji, w obwodzie leningradzkim.
Znajduje tu się przystanek kolejowy Popowka, położony na linii Petersburg – Moskwa.

## Demografia
W 2010 roku liczyło 5033 mieszkańców. W 2021 roku liczyło 4772 mieszkańców.